# 死霊が見ている
死霊が見ている（しりょうがみている、英: Spirit of the Dead Watching、マナオ・トゥパパウ）は、ポール・ゴーギャンが、裸のタヒチの少女が俯せに横たわっている所を描いた、1892年の油絵。老婆が彼女の後ろに座っている。ゴーギャンは、このタイトルは、死霊を幻視する少女、または死霊に幻視される彼女のいずれかを指すかもしれないと語った。

## 主題
絵の主題は、ゴーギャンの若い妻テハーマナ（彼の手紙の中でテフラと呼ばれている）であり、ゴーギャンによれば、彼が夜遅く帰宅した時に彼女が死霊を恐れて恐怖に陥っていた。